# Saint-Cyr-la-Roche
Saint-Cyr-la-Roche är en kommun i departementet Corrèze i regionen Nouvelle-Aquitaine i de centrala delarna av Frankrike. Kommunen ligger  i kantonen Juillac som tillhör arrondissementet Brive-la-Gaillarde. År 2022 hade Saint-Cyr-la-Roche 458 invånare.

## Befolkningsutveckling
Antalet invånare i kommunen Saint-Cyr-la-Roche
Referens:INSEE